# Кріссі Лінн
Крі́ссі Лінн (англ. Krissy Lynn), нар. 14 грудня 1984, Солт-Лейк-Сіті, Юта, США) — американська порноакторка.

## Біографія
Молодша сестра порноакторки Кессіді Лінн.
В порноіндустрію потрапила 2007 року, коли їй було 23, у порнофільмі I Love Big Toys 19.
Знімалася для різних порностудій, зокрема Hustler, Naughty America, Digital Sin, Jules Jordan Video і Evil Angel з порнозірками Шайлою Стайлз, Келлі Дівайн і Торі Блек.
На 2017 рік знялася в 457 порнофільмах.

## Фільмографія (вибірково)
- 2009: Hustler's Untrue Hollywood Stories: Paris
- 2009: Fucked on Sight 7
- 2009: This Ain’t Ghost Hunters XXX
- 2010: Big Tits at School 10
- 2010: Slutty and Sluttier 11
- 2010: Big Wet Asses[fr] 18
- 2010: BatfXXX: Dark Night Parody[de]
- 2010: The Condemned[de]
- 2010: Big Tits in Sports 5
- 2010: Bra Busters 1
- 2010: Not M*A*S*H XXX
- 2011, 2013: Evil Anal 14, 20
- 2012: Oil Overload 7
- 2012: Mandingo Massacre 6
- 2013: Intergalactic Swingers
- 2013: Strippers from Another World[de]
- 2013: Massive Asses 7
- 2014: MILF Revolutions 2
- 2015: Big Tits in Uniform 14
- 2015: Keiran Lee’s 1000th: This Is Your ZZ Life
- 2015: CFNM Secret 11
- 2019: Gorgeous MILF Gushers 2

## Нагороди та номінації
| Рік  | Нагорода   | Нагорода                                         | за роботу                                                                          | Результат |
| ---- | ---------- | ------------------------------------------------ | ---------------------------------------------------------------------------------- | --------- |
| 2011 | AVN Awards | Best Three-Way Sex Scene - G/G/B                 | The Condemned, (з Кімберлі Кейн, і Mr. Pete)                                       | Перемога  |
| 2011 | AVN Awards | Best Group Sex Scene Краща сцена групового сексу | Slutty & Sluttier 11, (з Карлою Кокс, Чарлі Чейз, Нетом Турхером і Містером Пітом) | Номінація |